# 포지티브 시스템
포지티브 시스템(positive system)은 수출입공고방법으로, 가능품목을 공고하고 공고에 포함되지 않은 품목은 원칙적으로 수출입을 제한하는 제도이다. 수출입 허용품목 표시제라도 하며, 네거티브시스템과 반대되는 제도이다.